# Lepidozona guadalupensis
Lepidozona guadalupensis is een keverslakkensoort uit de familie van de Ischnochitonidae. De wetenschappelijke naam van de soort is voor het eerst geldig gepubliceerd in 1978 door Ferreira.